# Lucien Gaillard
Lucien Gaillard (n. 13 noiembrie 1861, Paris, Franța – d. 23 noiembrie 1942, Paris, Franța sub ocupație nazistă) a fost un aurar și bijutier francez, care a lucrat în stilul art nouveau.
Lucien Gaillard s-a născut într-o familie de bijuterii. Bunicul său Amédée Alexandre Gaillard (1811-1882) a fondat o firmă de bijuterii la Paris în 1840, pe care a transmis-o apoi fiului său Ernest (1836-1909). Lucien Gaillard s-a format ca ucenic sub îndrumarea tatălui său, înainte de a prelua afacerea în 1892. Fratele său, Eugène, a fost și un cunoscut designer de mobiliă în stil art nouveau.
A fost contemporan cu René Lalique.
A câștigat un premiu pentru bijuteriile prezentate la Expoziția Universală din 1889. De asemenea a fost jurat la Expoziția Universală din 1893 din Chicago. În 1902 a fost numit cavaler al Legiunii de Onoare.
Era profund interesat de arta japoneză. Atelierul său a inclus artiști care au călătorit din Japonia pentru a lucra în fildeș și lac. De asemenea, a lucrat și cu cupru.

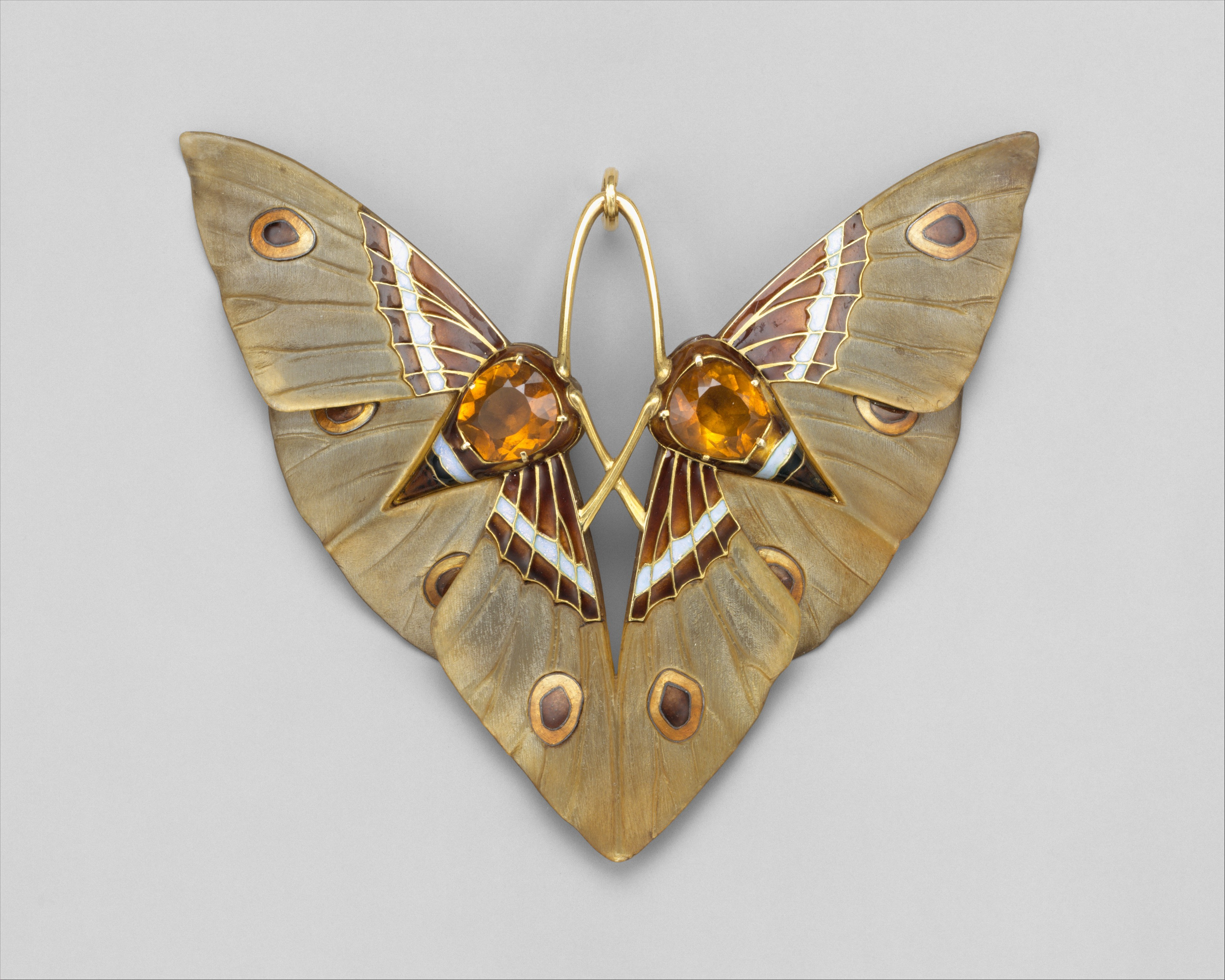
Pandantiv și cutie „Molie”, de Lucien Gaillard, la Metropolitan Museum of Art, New York, SUA

Atelierul său producea vaze, capete de baston, piepteni de păr, ace și pandantive, precum și bijuterii mai tradiționale, adesea inspirate de motive florale sau animale. Motivele animale au inclus albine, fluturi, libelule și șerpi. Era cunoscut pentru utilizarea unui singur motiv pentru fiecare obiect. Uneori, pentru a crea aripile insectelor, folosea o tehnică numită Plique-à-jour⁠(d), în care smalțul nu este aplicat pe o bază metalică, ci mai degrabă se fixează într-un cadru de sârmă subțire pentru a produce efectul aripilor de insecte.
În jurul anului 1910, atelierul Gaillard a început să lucreze în sticlă, colaborând cu mai multe case de parfumuri, inclusiv Geldy și Corday.

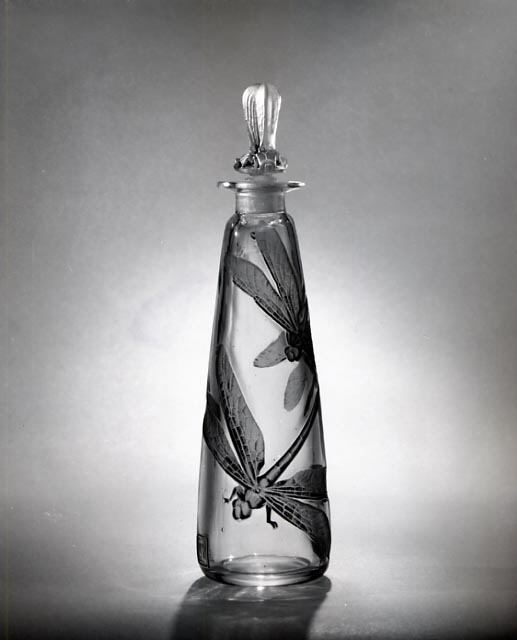
Flacon de parfum, circa 1907-1914. Muzeul Metropolitan de Artă, New-York

Lucrările lui Gaillard și ale atelierului său sunt expuse la Musée D'Orsay, Metropolitan Museum și V&A Museum.